# スピーデーワンダー
スピーデーワンダーは日本の競走馬、種牡馬。地方競馬の名古屋競馬場で18戦14勝の成績を挙げて中央競馬入りし、重賞3勝と好成績を挙げたが、脚部故障の為に活躍期間は短かった。
- 馬齢については原則旧表記（数え）とする。

## 誕生
スピーデーワンダーは、北海道・門別の柏台牧場で誕生した。母は名牝ミスリラで、1952年の桜花賞を勝利し、優駿牝馬でも2着に入る成績を残した。父のヴィミーは、1955年のキングジョージ6世&クイーンエリザベスステークスを制し、フランスダービーを2着するなど6戦4勝の成績を挙げた馬であった。
良血ではあったが、ミスリラの産駒の活躍馬は、この時点でNHK杯を勝ったオヤシオ程度で、ヴィミーの種牡馬成績も未知数だった為か、東海公営・名古屋競馬場所属の野島三喜雄厩舎に入厩し、石坂達也の持ち馬となった。
馬名は、アメリカの歌手スティービー・ワンダーを参考にしたという説があるが、かつて名古屋競馬にスピーデーというアラブ系の馬はがいたと言う話もあり、由来は不明である。

## 戦績

### 地方競馬
緒戦は1968年11月16日の名古屋競馬場・ダート800m戦で、山田義男騎手を鞍上に1番人気で出走したが、スタートで出遅れて11頭中6着に惨敗した。しかし12月11日2戦目では、全く同じ条件を無難にまとめて初勝利を得た。さらに12月23日にも勝利して、3歳戦を3戦2勝で終えた。
1969年1月に1勝を得た後は暫く休養に入り、5月の復帰戦（3着）と6月末の復帰4戦目(2着）以外は楽勝し、11戦9勝の好成績でA1クラス入りを遂げて4歳を終えた。
5歳となった1970年は、1月11日の「新春グランプリ」（ダート1900m）に出走し、2分2秒6の好タイムで勝利すると、一息入れて4月の「東海キング賞」をレコードタイムで快勝。余勢を加って出走した重賞の東海桜花賞では、ステートキングに及ばず2着に敗れたが、ファンの間では、「常勝馬」との異名が付いていた。
陣営では、スピーデーワンダーを中央競馬入りさせることとし、栗東トレーニングセンター所属の梅内慶蔵厩舎に転厩した。かくてスピーデーワンダーは、東海公営で18戦14勝の記録を残し、中央競馬の舞台で戦う事になった。

### 中央競馬
中央競馬での緒戦は、1970年7月5日の小倉競馬場での筑紫賞（芝1800m）であった。厩舎所属の若手梅田守騎手を鞍上に、8頭立ての2番人気で出走したが、芝コースに戸惑ったのか、全く良いところ無く最下位に敗れた。しかし次走のオープンで実力を見せて1着になると、次の小倉記念では2番人気となった。しかしここでは、トップハンデの57kgに加え馬場の悪さに脚をとられる格好で、小倉巧者のオープンツバメの4着となった。続くオープンは2着、榎屋忍騎手に乗り代わったハリウッドターフクラブ賞では、スピードシンボリに先着する4着（勝馬ニューキミノナハ）となり、陣営では折から改装工事の終了した中京競馬場で行われる、3つの重賞競走を目標にした。
11月8日の中京記念では再び梅田騎手に手綱が戻り、ゼットアローの2着に惜敗したが、続く中日新聞杯では1番人気に支持され、直線内から鮮やかに差し切って1分48秒9のレコードタイムで快勝、中央重賞初制覇を飾った。続くCBC賞では3着となり、中京の重賞シリーズを好成績で終えた陣営は、次走を阪神競馬場の年末の1戦である阪神大賞典に定めた。鞍上を栗田勝騎手に替えて臨んだレースでは、フイニイやリキエイカン、ダテハクタカらの強豪を抑え、キンセンオーを1馬身ほど引き離して勝利し、重賞2勝目を獲得した。
関西オープン馬のトップクラスに加わったスピーデーワンダーだが、関東への転厩話が持ち上がり、中山競馬場所属の富田六郎厩舎に転厩した。転厩直後の2戦は、5着・3着であったが、続くダイヤモンドステークスでは、岡部幸雄騎手を鞍上に、追いすがる古豪フイニイを1馬身ほど下して、関東での重賞初勝利となった。
西下して出走した天皇賞（春）と第12回宝塚記念では、健闘するも5着・3着に終わり、放牧後に出走した4戦でもオープンの1勝のみと、やや勝ち味に遅い姿を見せたが、続いて出走した天皇賞（秋）では、直線内側から追い込んで、トウメイの2着と健闘した。
しかし、ここでスピーデーワンダーは脚部不安を発症し、長い休養に入ってしまう。1年ぶりに出走したオープンでは、若手の三浦春美騎手を鞍上に8頭立て7番人気で4着に入ったが、再び脚部不安を発症して休養に入ってしまう。
1年3ヶ月もの長期休養の間に、所属を栗東の伊藤雄二厩舎に変更したスピーデーワンダーは、障害競走で再起を図り、1974年2月11日の京都で障害未勝利戦に出走した。7頭立ての2番人気に押され、内田国夫騎手を鞍上に出走したが、4着に入るのが精一杯だった。結局このレースが最後となり、現役引退した。
引退後は種牡馬入りしたものの、産駒の噂を聞く事は無かった。

## 年度別競走成績
- 1968年（3戦2勝）
- 1969年（12戦10勝）- 東海公営A級
- 1970年（地方3戦2勝・中央9戦3勝）
  - 1着 - 新春グランプリ、東海キング賞、中日新聞杯、阪神大賞典
  - 2着 - 東海桜花賞、中京記念
- 1971年（10戦2勝）
  - 1着 - ダイヤモンドステークス
  - 2着 - 天皇賞（秋）
- 1972年（1戦0勝）
- 1973年（未出走）
- 1974年（障害1戦0勝）